# NHA 1910
Die Saison 1910 war die erste reguläre Saison der National Hockey Association (NHA). Meister wurden die Montreal Wanderers.

## Modus
In der Regulären Saison absolvierten die sieben Mannschaften jeweils zwölf Spiele. Der Erstplatzierte nach der regulären Saison wurde Meister. Für einen Sieg erhielt jede Mannschaft zwei Punkte, bei einem Unentschieden einen Punkt und bei einer Niederlage null Punkte.

## Saisonverlauf

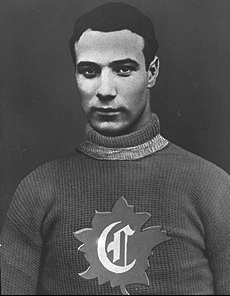
Newsy Lalonde, bester Torschütze 1910

Das erste Spiel der NHA fand am 5. Januar 1910 zwischen den Cobalt Silver Kings und den Canadiens de Montréal statt, während die konkurrierende Canadian Hockey Association bereits am 31. Dezember 1909 begonnen hatte. Beide Ligen waren bemüht die beste Eishockeyspieler des Landes unter Vertrag zu nehmen, jedoch konnte die NHA mit dem finanziellen Hintergrund der Familie O’Brien, die vier der fünf NHA-Teams finanziell unterstützte, deutlich höhere Summen bieten und Spieler wie Newsy Lalonde, Didier Pitre, die Brüder Frank und Lester Patrick sowie Cyclone Taylor erhielten alle Verträge über mehrere Tausend Dollar für die nur zwölf Spiele der Saison erhielten. Aufgrund der höheren finanziellen Möglichkeiten und der Tatsache, dass die Liga geographisch besser ausbalanciert war – in der CHA spielten drei der fünf Mannschaften in Montréal – stellte die CHA bereits am 15. Januar 1910 den Spielbetrieb ein und nur die Ottawa Senators sowie die Montreal Shamrocks wurden als Expansionsteams in die NHA aufgenommen. Die Montreal Wanderers gewannen 1910 als erstes Team den Meistertitel der NHA, in dem sie elf ihrer zwölf Spiele gewinnen konnte und gewann den Stanley Cup, der nun fester Bestandteil der NHA wurde. Allerdings konnten die besten kanadischen Mannschaften die NHA-Meister weiterhin herausfordern. Bester Torschütze der Liga wurde Newsy Lalonde.

## Reguläre Saison

### Tabelle
Abkürzungen: GP = Spiele, W = Siege, L = Niederlagen, T = Unentschieden, GF = Erzielte Tore, GA = Gegentore, Pts = Punkte
|                        | GP | W  | L  | T | GF | GA  | Pts |
| ---------------------- | -- | -- | -- | - | -- | --- | --- |
| Montreal Wanderers     | 12 | 11 | 1  | 0 | 91 | 41  | 22  |
| Ottawa Senators        | 12 | 9  | 3  | 0 | 89 | 66  | 18  |
| Renfrew Creamery Kings | 12 | 8  | 3  | 1 | 96 | 54  | 17  |
| Cobalt Silver Kings    | 12 | 4  | 8  | 0 | 79 | 104 | 12  |
| Haileybury Comets      | 12 | 4  | 8  | 0 | 77 | 83  | 12  |
| Montreal Shamrocks     | 12 | 3  | 8  | 1 | 52 | 95  | 7   |
| Canadiens de Montréal  | 12 | 2  | 10 | 0 | 59 | 100 | 4   |

## Stanley Cup Challenge
In den Entscheidungsspielen um den Stanley Cup konnten sich die Montreal Wanderers gegen die Berlin Union Jacks aus der Ontario Professional Hockey League durchsetzen und ihren Titel verteidigen.